# Пражское дерби

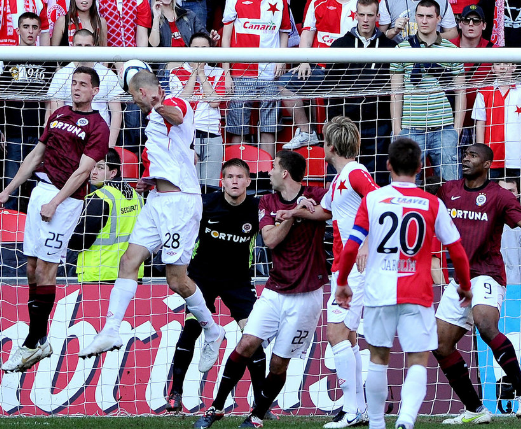
Матч «Славия» - «Спарта». 29 сентября 2012 г.

Пражское дерби (чеш. Pražské derby), также называемое Дерби пражских "S" (чеш. Derby pražských "S"), футбольное дерби Праги между «Спартой» и «Славией». История противостояния двух команд ведётся с 1896 года и на данное время насчитывает более 280 матчей.

## История
В 1892 году был основан клуб «Славия» как сообщество велосипедистов, через год появилась «Спарта». Футбольная секция в «Славии» появилась лишь в январе 1896 года, в «Спарте» же она существовала с самого начала. Оба клуба происходят из пражского района Винограды.
Первый футбольный матч между «Спартой» и «Славией» был сыгран 29 марта 1896 года на острове Императорский луг. Встреча завершилась безголевой ничьей, в которой был отменён гол «Спарты» из-за нарушения правил.
Межвоенный период стал эпохой гегемонии «Славии» и «Спарты» в чемпионате Чехословакии по футболу. Лишь однажды они уступили чемпионский титул какой-либо третьей команде («Виктории Жижков» в сезоне 1927/28).
После окончания Второй мировой войны эпоха доминирования двух пражских команд закончилась. С их гегемонией было покончено не только в стране, но и в Праге. В 1948 был основан армейский клуб «Дукла», с 1956 по 1966 год взявший 7 чемпионских титулов. Если «Спарте» ещё удавалось выигрывать чемпионат, то «Славии» уже больше не покорялась эта вершина. Однако Дерби пражских "S" оставалось главным в столице. Тогда же после установления социалистического режима в Чехословакии наметилось и социальное расслоение среди болельщиков команд, которого до этого не было. «Спарта» стала командой, поддерживаемой преимущественно пролетариатом, «Славия» — интеллигенцией.
29 июня 1968 года во время Пражской весны состоялся матч 75-летия двух S. Политический контекст превратил эту встречу двух непримиримых соперников в дружественную, закончившуюся вничью 1:1.